# أندرياس كلير
أندرياس كلير (بالألمانية: Andreas Klier) مواليد 15 يناير 1976 في ميونخ، بافاريا، ألمانيا، هو دراج ألماني سابق في صنف سباق الدراجات على الطريق.

## سجل النتائج

### سباقات أو مراحل فاز بها
- طواف إسبانيا

## روابط خارجية
- أندرياس كلير على موقع الاتحاد الدولي للدراجات (الإنجليزية)
- أندرياس كلير على موقع أرشيف الدراجات (الإنجليزية)
- أندرياس كلير على موقع إحصائيات الدراجات الإحترافية (الإنجليزية)
- أندرياس كلير على موقع نسبة الدراجات (الإنجليزية)
- أندرياس كلير على موقع CycleBase (الإنجليزية)